# Dulkajaure
Dulkajaure är en sjö i Sorsele kommun i Lappland och ingår i Umeälvens huvudavrinningsområde. Sjön har en area på 0,54 kvadratkilometer och ligger 676,1 meter över havet. Dulkajaure ligger i Vindelfjällen Natura 2000-område.

## Delavrinningsområde
Dulkajaure ingår i det delavrinningsområde (728382-151875) som SMHI kallar för Utloppet av Dulkajaure. Medelhöjden är 710 meter över havet och ytan är 4,53 kvadratkilometer. Det finns ett avrinningsområde uppströms, och räknas det in blir den ackumulerade arean 20,19 kvadratkilometer. Vattendraget som avvattnar avrinningsområdet har biflödesordning 3, vilket innebär att vattnet flödar genom totalt 3 vattendrag innan det når havet efter 350 kilometer. Avrinningsområdet består mestadels av skog (62 procent) och sankmarker (26 procent). Avrinningsområdet har 0,54 kvadratkilometer vattenytor vilket ger det en sjöprocent på 11,9 procent.